# Casa de Saúde Campinas

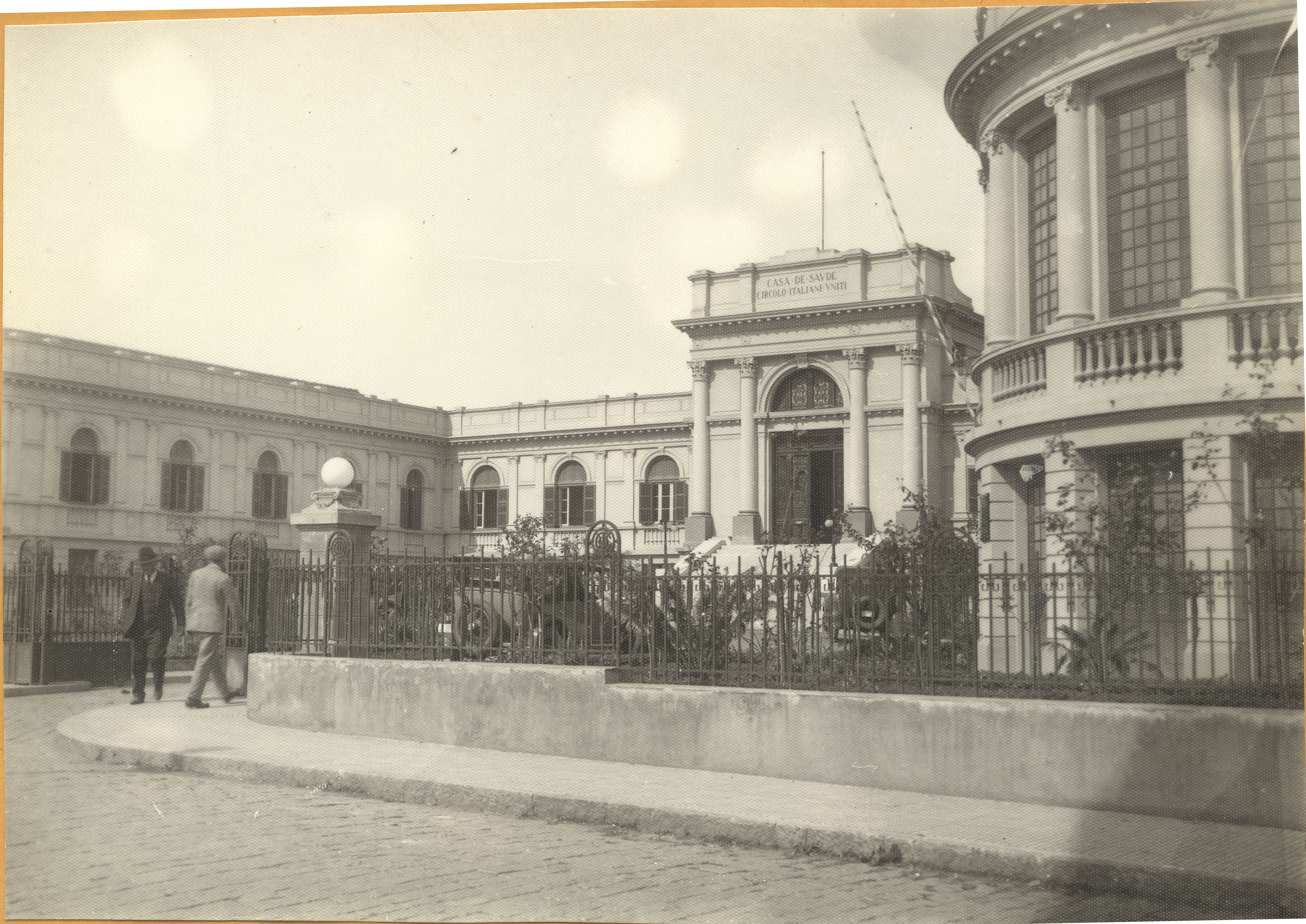
Negativo preto e branco com vista parcial da fachada da Casa de Saúde de Campinas. Em primeiro plano, vê-se o gradil e, à esquerda, dois homens próximos do portão de entrada. É possível observar, por meio dos gradis, jardins e automóveis estacionados ao lado de dentro, e, ao fundo, no topo do pórtico de entrada, lê-se: “Casa de Saude / Circolo Italiani Uniti”.

A Casa de Saúde Campinas é um hospital brasileiro localizado em Campinas (São Paulo), situado na praça Dr. Toffoli, no Centro da cidade.

## História
A associação que deu origem à Casa de Saúde Campinas - chamada Circolo Italiani Uniti - foi fundada em 17 de abril de 1881 com objetivos múltiplos: atender às necessidades educacionais dos filhos dos imigrantes italianos e servir como Casa de Caridade e Centro Cultural para a comunidade ítalo-brasileira de Campinas. O edifício foi projetado por Samuele Malfatti (pai da pintora Anita Malfatti) com auxílio de Ramos de Azevedo, com o objetivo inicial de estudos da língua italiana e outras atividades, como formas de perpertuar as heranças do grupo. 
No ano seguinte, a instituição começou a oferecer atendimento médico e farmacêutico a seus associados. Em 1883, Campinas passou por uma epidemia de febre amarela e a associação fechou temporariamente a escola e o centro cultural para atender às emergências. Em 1884, o Circolo Italiani Uniti solicitou à Câmara Municipal de Campinas um terreno para a construção de um hospital e de uma escola. Em 1889 e em 1897 houve mais epidemias de febre amarela, momentos nos quais a escola teve salas de aula transformadas em enfermarias.
A colônia italiana esteve prestes a fechar a associação entre 1917 e 1918 em virtude das consequências do pós-guerra. Entretanto, em 1918 com a epidemia de gripe espanhola, novamente a sede tornou-se um espaço de tratamento de doentes. Com isso, a liderança do grupo decidiu converter o prédio em um hospital definitivamente, iniciando seu funcionamento já em 1919. Ao longo dos anos, o prédio foi sendo ampliado com novas alas, graças aos esforços da comunidade italiana e do apoio do poder público. 
Em 1938, o Decreto-Lei 383/1938 determinou várias alterações nas regras de manutenção de instituições mantidas por estrangeiros, a ser cumpridas sob pena de fechamento da instituição. A partir do ano seguinte, as atas deixaram de ser escritas em italiano para serem escritas em português. Em 1942, o hospital veio a assumir seu nome atual, homenageando a cidade na qual se localiza, mas sem deixar de mencionar sua denominação original - agora, como subtítulo.
Nas décadas seguintes, os Poderes Executivos municipal, estadual e federal reconheceram o caráter de utilidade pública do hospital.

### Crise financeira e mudança de mãos
Em maio de 2019, a instituição que geria a Casa de Saúde, alegando problemas financeiros, encerrou as atividades e alugou o prédio para o Hospital Vera Cruz e seu respectivo plano de saúde, que desde então passou a gerir o hospital.

### Curiosidades
Em São Paulo também havia uma associação de italianos com nome similar, Circolo Italiano de São Paulo que funcionava no terreno onde foi erguido o Edifício Itália.

## Especialidades médicas
As especialidades médicas existentes na Casa de Saúde Campinas são: Anestesia, Anatomia Patológica, Clínica Médica, Cardiologia, Cirurgia Geral, Cirurgia Pediátrica, Cirurgia Cardiovascular, Cirurgia Plástica, Cirurgia Torácica, Ginecologia/Obstetrícia, Hemoterapia, Nefrologia, Neurologia/Neurocirurgia, Oftalmologia, Oncologia, Ortopedia/Traumatologia, Otorrinolaringologia, Patologia Clínica, Pediatria, Pneumologia e Urologia, além UTI Adulto e UTI Pediátrica e Neonatal.